# Schirgiswalde-Kirschau
Schirgiswalde-Kirschau es un municipio situado en el distrito de Bautzen, en el estado federado de Sajonia (Alemania), a una altitud de 250 metros. Su población a finales de 2016 era de unos 6000 habs. y su densidad poblacional, 250 hab/km².